# Thunderbolt Jack

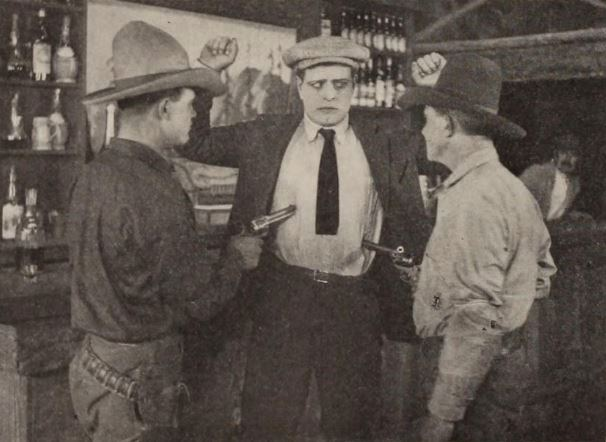
Cena de Thunderbolt Jack, na p. 79 de 11 de setembro de 1920 Exhibitors Herald

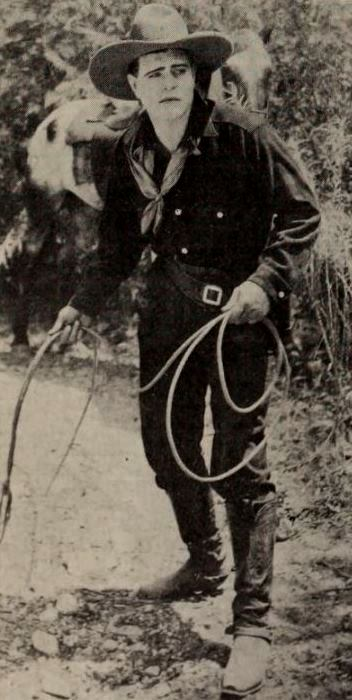
Cena de Thunderbolt Jack, na p. 82 de 25 de setembro de 1920 Exhibitors Herald

Thunderbolt Jack é um seriado estadunidense de 1920, gênero Western, dirigido por Francis Ford e Murdock MacQuarrie, em 15 capítulos, estrelado por Jack Hoxie e Marin Sais. Produzido pela Berwilla Film Corporation e distribuído pela Arrow Film Corporation, veiculou nos cinemas estadunidenses entre 1 de novembro de 1920 e 7 de fevereiro de 1921.
Este seriado é considerado perdido.

## Elenco
- Jack Hoxie … Jach Halliday[5]
- Marin Sais … Bess Morgan
- Christian J. Frank … 'Bull' Flint (creditado Chris Frank)
- Al Hoxie … Bud (creditado Alton Hoxie)
- Steve Clemente … Manuel Garcia (creditado Steve Clemento)
- Edith Stayart … White Queen

## Capítulos
Fonte
1. Thunderbolt Strikes
2. Eight to One
3. Ride for Life
4. The Vanishing Man
5. The Furry Death
6. Held for Hostage
7. The Rolling Destroyer
8. A Race with Death
9. The Jaws of Death
10. The Dungeon Death
11. A Victim of the Law
12. The Fire of Fate
13. The Death Pyre
14. The Cave Man
15. The Dynamite Wedding.